# پیرومیدیک اسید
پیرومیدیک اسید(به انگلیسی: Piromidic acid) یک آنتی‌بیوتیک کینولونی است.